# Sumgait (ciudad)
Sumgait (en azerí: Sumqayıt) es una de las once ciudades autónomas de la República de Azerbaiyán.
Sumgait es una de las mayores ciudades de Azerbaiyán, localizada cerca del mar Caspio, aproximadamente a 31 kilómetros de la capital, Bakú. La ciudad tenía una población de 308 700 habitantes (censo de 2009), que habían pasado a ser 422 600 en el censo de 2019, lo que la convierte en la tercera ciudad más grande de Azerbaiyán después de la capital Bakú y de Ganja. La ciudad tiene un territorio de 83 kilómetros cuadrados. Fue fundada el 22 de noviembre de 1949, como unión administrativa de dos poblaciones: Jorat y Haji Zeynalabdin, la segunda de las cuales toma el nombre del empresario del aceite y filántropo Haji Zeynalabdin Taghiyev. Es sede de la Universidad Estatal de Sumgait.

## Toponimia
Según el folclore local la ciudad toma el nombre del río Sumgait. Las leyendas hablan de un héroe llamado "Sum", quien fue escogido por la comunidad para luchar con un monstruo que bloqueaba el río Sumgait. Sum finalmente consiguió matar al monstruo, pero cuando el río es liberado él resulta barrido por las aguas y nunca se le vuelve a ver. Después de aquello, su amada, Jeyran, inconsolable por la desaparición de Sum, iría al río para gritar "Sum qayıt!" (que significa "Sum, vuelve!" en Azerí). Así que el río pasó a ser conocido como Sumgait, y de ahí la ciudad tomó posteriormente el nombre.

## Historia

### Edad media
Según historiadores, las tribus Medean vivieron en esta área. Durante el boom de la construcción, cuando se excavaban los cimientos del edificio del gobierno, se encontraron en el lugar restos de un antiguo caravanserai junto con elementos personales y utensilios de cocina.
Los primeros informes de poblamientos en el lugar de la actual ciudad de Sumgait datan de 1580, cuándo viajero inglés H. Barrow mencionó Sumgait en sus escritos y en 1858, cuando Alexander Dumas escribió sobre el área en sus memorias Viaje al Cáucaso, a pesar de que no se construyó nada relevante en el lugar hasta que la Unión Soviética tomó el control del área en la década de 1920.

### Período soviético
Tras la política de glásnost, iniciado por Mijaíl Gorbachov, el malestar civil y los conflictos étnicos crecieron en varias regiones de la Unión Soviética, incluyendo Nagorno-Karabaj, una región autónoma de la República Socialista Soviética de Azerbaiyán.
Los días 22 y 23 de febrero de 1988 se inició la violencia en la ciudad de Askerán, resultando en la muerte de dos azerbaiyanos. Las noticias del Askerán enfrentamiento y de la deportación de azerbaiyanos de Armenia disparó el Sumgait pogromo contra residentes armenios de Sumgait en Azerbaiyán el 27 de febrero. La violencia estuvo dirigida, hasta cierto punto, por azerbaiyanos exiliados de Armenia, hasta 2000 de ellos se volvieron más desesperados tras ser obligados a alojarse en condiciones pésimas en un barrio de chabolas de Sumgait. El pogromo resultó en las muertes de 26 armenios y 6 azerbaiyanos. Como resultado, toda la población armenia huyó de  Sumgait. La violencia durante el Askerán enfrentamiento y pogromo de Sumgait marcó el inicio del conflicto Armenio-Azerí, que  provocó la Guerra de Nagorno Karabaj.

### Tras la independencia de Azerbaiyán
Después de la primera guerra del Alto Karabaj, la ciudad pasó a acoger a numerosos refugiados azeríes, desplazados sobre todo de las regiones de Qubadli y Zengilan.
En 1994, Heydar Aliyev inició un proyecto de una Zona Económica Libre a gran escala en el territorio de la ciudad.

## Geografía

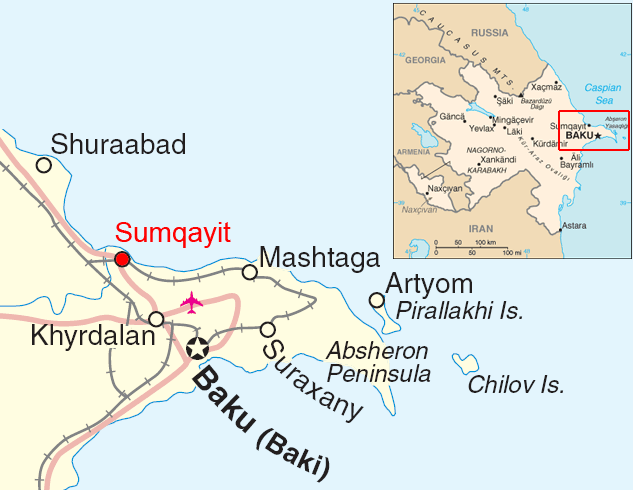
Sumgait está localizada aproximadamente a 31 km al noroeste de la capital de Azerbaiyán Bakú, cerca del mar Caspio.

### Medio ambiente
A raíz de la planificación soviética de la era del boom industrial, la ciudad devino fuertemente contaminada. Pronto después de la independencia de Azerbaiyán, los sectores industriales fueron en disminución. La península de Absheron (que consta de Sumgait, Bakú y el Absheron Rayon) estuvo considerada por los científicos como la parte más devastada ecológicamente de Azerbaiyán. La ciudad era conocida por el cementerio de niños, llamado el "Cementerio de Bebés" qué contiene muchas tumbas de niños nacidos con deformidades y retrasos mentales que sufrían complicaciones añadidas por la carencia de cuidado médico adecuado para los pobres.
Sumgait fue nombrado el sitio más contaminado de la tierra por el grupo medioambiental americano Blacksmith Instituto en 2006 y colocado en su lista de los "lugares más contaminados del mundo" por la revista TIME en 2007. El informe observaba que la antigua base industrial soviética contaminaba el entorno local con sustancias químicas industriales como cloro y metales pesados. El informe también mencionaba que las tasas de cáncer en Sumgait eran hasta un 51 % más altas que la media nacional y que las mutaciones genéticas y los defectos de nacimiento eran un tópico.
La administración de la ciudad preparó un plan de protección medioambiental para 2003-2010 que ha hecho disminuir de forma continua los niveles de contaminación hasta mínimos. El programa supervisa 118 actividades con el objetivo de minimizar la contaminación en todas las etapas de la producción. El programa fue preparado con la participación de todas las empresas industriales en la ciudad y su aplicación está siendo regulada por el poder ejecutivo de la ciudad. Por ejemplo, la cantidad de agua de residuos de producción industrial bajó de 600 Dm³ durante la década de 1990s a 76.3 Dm³ en 2005. Los residuos sólidos bajaron de 300.000 a 3.868 toneladas al año. El Banco Mundial ha emitido un préstamo al gobierno Azerbaiyano para la construcción de un cementerio para residuos de mercurio.

## Divisiones administrativas

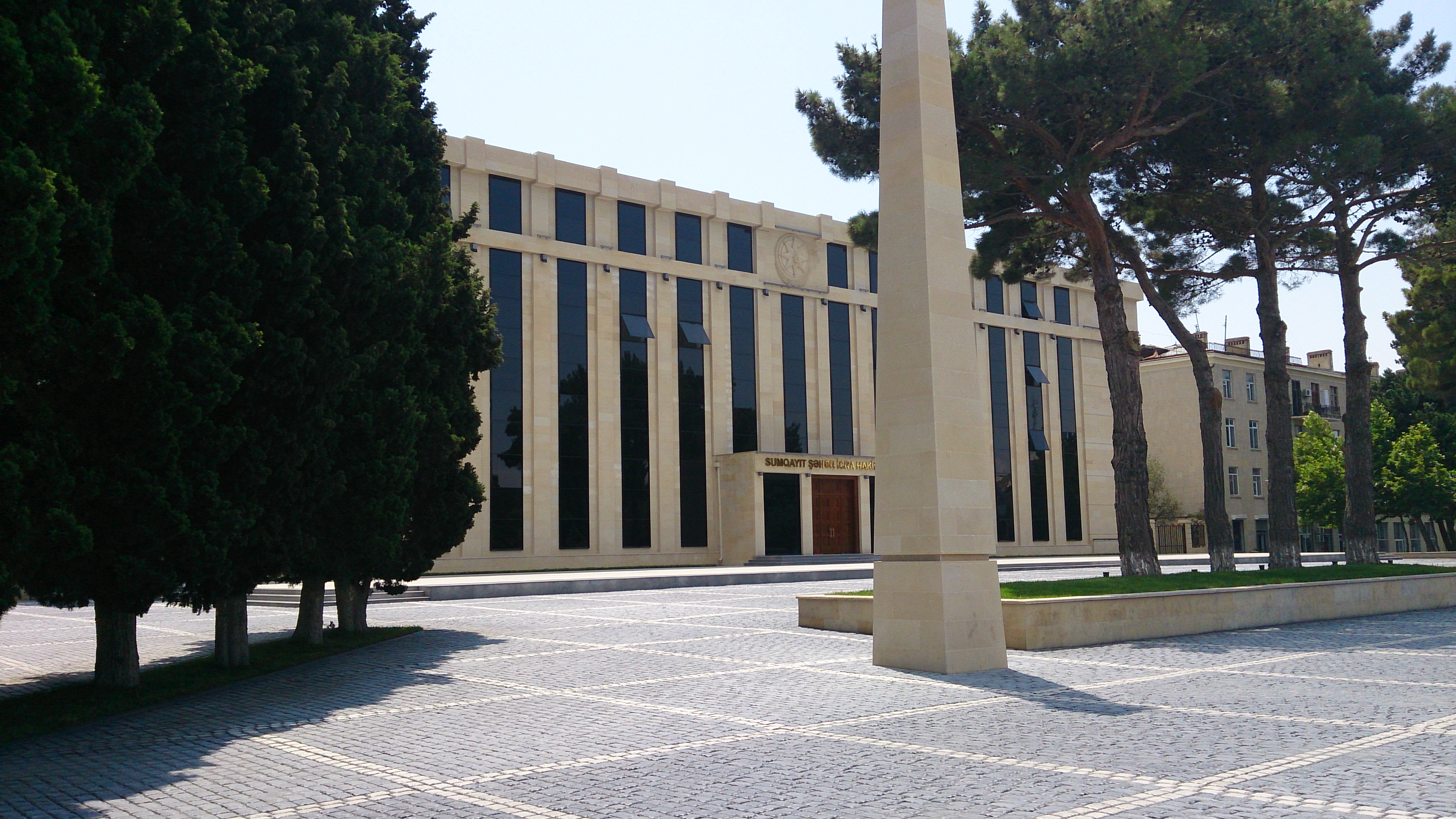
Ayuntamiento de Sumgait.

El municipio de Sumgait consta de la ciudad de Sumgait y los municipios de Jorat y Haji Zeynalabdin. El alcalde, actualmente Eldar Azizov, encarna el poder ejecutivo de la ciudad.

## Demografía
- Población: 308.700 habitantes, incluyendo 62.300 Azerbaiyanos refugiados y IDPs
- Densidad de población, por km²: 3621[2]
- Crecimiento anual de la población (pers): 1944
- Esperanza de vida: 70 años

### Composición étnica
Azerbaiyanos, 95,7 %; lezguinos, 1,13 %; rusos, 0,69 %; talyshis 0,15 %; tártaros, 0,3 %; judíos, 0,1 %; otros, 1,9 %.
Hasta los acontecimientos que provocaron la disolución de la Unión Soviética, en la ciudad vivía la segunda mayor comunidad armenia de Azerbaiyán, con más de 70 000 armenios, que a consecuencia de las tensiones y posterior guerra abandonaron la ciudad.

### Religión
Sumgait no tuvo una mezquita hasta después del derrumbamiento de la Unión Soviética. En la década de 2010, la ciudad ha emergido como centro del Salafismo en Azerbaiyán, una forma del Islam suní que defiende un regreso a la práctica original del Islam. La guerra civil siria y la aparición del ISIL forzó a las autoridades a pasar a la acción con medidas severas para contener a los radicales religiosos percibidos en Sumgait.

## Economía
En 1935, el gobierno soviético decidió desarrollar la industria pesada en la península de Absheron, y la ubicación futura de Sumgait fue escogida basado en su proximidad a Bakú y su posición clave en  líneas de ferrocarril existentes.
Entre 1938-1941, una central eléctrica térmica fue construida para abastecer la creciente industria del petróleo de Bakú. Esto fue pronto continuado con más industrias pesadas. Debido a la Segunda Guerra Mundial la construcción del área fue parada y reanudada en 1944, cuando plantas metalúrgicas y químicas fueron construidas y puestos en operación. La primera producción de la Planta Química de Sumgait llevó a un crecimiento rápido y a un boom de la construcción, creando un mercado de trabajo nuevo, y necesidades para la población residente. En 1949, Sumgait obtuvo el estatuto de ciudad oficial según resolución del Soviet Supremo de la RSS de Azerbaiyán. En 1952, una planta de laminados tubulares entregó su primera producción desarrollando así la metalurgia del acero en Azerbaiyán. El mismo año, otra nueva planta, de producción de Goma Sintética, entró en operación para producir etileno a partir del petróleo. Las operaciones de la planta de procesamiento de acero de Sumgait y de la planta de aluminio de Sumgait comenzaron en 1953 y 1955, respectivamente. En 1955-1957, un número de instalaciones de investigación científica y centros culturales fueron construidos, lo que condujo a un mayor desarrollo de la infraestructura de la ciudad. En 1960, las autoridades empezaron a construir una planta petroquímica, la más grande en Europa en aquel tiempo. De 1961 a 1968, una fábrica de producción de ladrillo, un complejo industrial de materiales de construcción poliméricos y una planta de producción de fósforo fueron construidas. Entre 1970 y 1980, industria ligera e instalaciones de ingeniería mecánica fueron añadidas a la base industrial de la ciudad. Hacia el fin de la década de 1980, Sumgait era ya el centro de la industria química de la URSS.
Después de la disolución de la Unión Soviética, Sumgait ha quedado como el segundo centro industrial más grande de Azerbaiyán después de Bakú. Algunos de las compañías más significativas que operan en la ciudad son Azerpipe, Azeraluminium, Sumgait Aluminio, Sumgait Superphosphate, productor de vaso Khazar OJSC, Sumgait Tejió Fábrica de Bienes, y Sumgait Compresores, muchos de los cuales han sido privatizados.
En 2011, el desarrollo del Parque de Tecnología de Sumgait (STP) y del Parque Industrial Químico de Sumgait (SCIP) está empezando a recibir atención de los inversores. El complejo de 167 hectáreas albergará negocios  farmacéuticos, de construcción, y agrícolas, además de químicos, de automoción, y productores de electrónica. Está concebido como un complejo autosuficiente, que incluirá instalaciones residenciales, un centro de exposición, laboratorios, centro de deportes, escuelas, y hospitales. SCIP tiene por objetivo atraer inversores domésticos y extranjeros, y su administración ya recibió propuestas para veinte proyectos de inversión en el complejo.

## Cultura

### Arquitectura
Los primeros estudios en arquitectura y planificación urbana de la ciudad de Sumgait fueron realizados por el renombrado arquitecto de  la RSS de Azerbaiyán Kamal Mammadbeyov, científico soviético y académico de la Academia Internacional de Arquitectura de los Países Orientales. El resultado de años de investigación fueron numerosas publicaciones científicas y un libro sobre desarrollo y planeamiento arquitectónico de la ciudad de Sumgait. Mammadbeyov donó gran número de gráficos e ilustraciones hechos por él a los archivos del Museo de la Ciudad.

### Música y medios de comunicación
Sumgait estuvo reconocido como el principal centro regional para las bandas de rock de los 90s, que incluyen Yuxu, Miraj, Mozalan, y Sirr.
El canal regional Dünya TV y el diario 365 Gün tienen sus sedes en la ciudad.

### Parques y jardines
Durante el gobierno soviético de Azerbaiyán, se creía que Sumgait tenía el bulevar más largo y más limpio en la república. El parque del Ocio y la Cultura ocupaba 23 hectáreas de la línea de costa de Sumgait en 1967. El 17 de agosto de 1978 el parque recibió el nombre del señalado poeta Azerbaiyano Imadaddin Nasimi. El mismo año, la administración de la ciudad erigió el monumento a la  Paloma de la Paz en medio del parque y asignó a la ciudad un símbolo de paz.
La flora del parque incluye 39 tipos de árboles. Los acontecimientos de la década de 1990 como la tragedia de Enero Negro y la Guerra de Nagorno-Karabakh, llevó al establecimiento de los monumentos "Estrellas" (Ulduzlar) y "20 de enero" en el parque. En la sección oriental del parque, Shehidler Khiyabani fue establecido como cementerio para miles de soldados de Sumgait que murieron durante la guerra, de forma similar a la Senda de los mártires en Bakú. En el Decreto Núm.132 del Consejo de Ministros de Azerbaiyán de fecha 2 de agosto de 2001 el parque recibió el estatuto de lugar de importancia histórica nacional. Su medida actual es 80 ha.
Además del parque cultural y de ocio Nasimi, la administración de la ciudad construyó el Parque Ludwigshafen en 1997 en conmemoración del 20.º aniversario del hermanamiento entre Ludwigshafen y Sumgait. En 1999, en el contexto del rápido crecimiento de la ciudad, se construyeron los parques de Heydar Aliyev y de la Luna.

### Deportes
La ciudad tiene un equipo de fútbol profesional, el Sumgait, actualmente jugando en la Premier League de Azerbaiyán.

## Transportes

### Transporte público

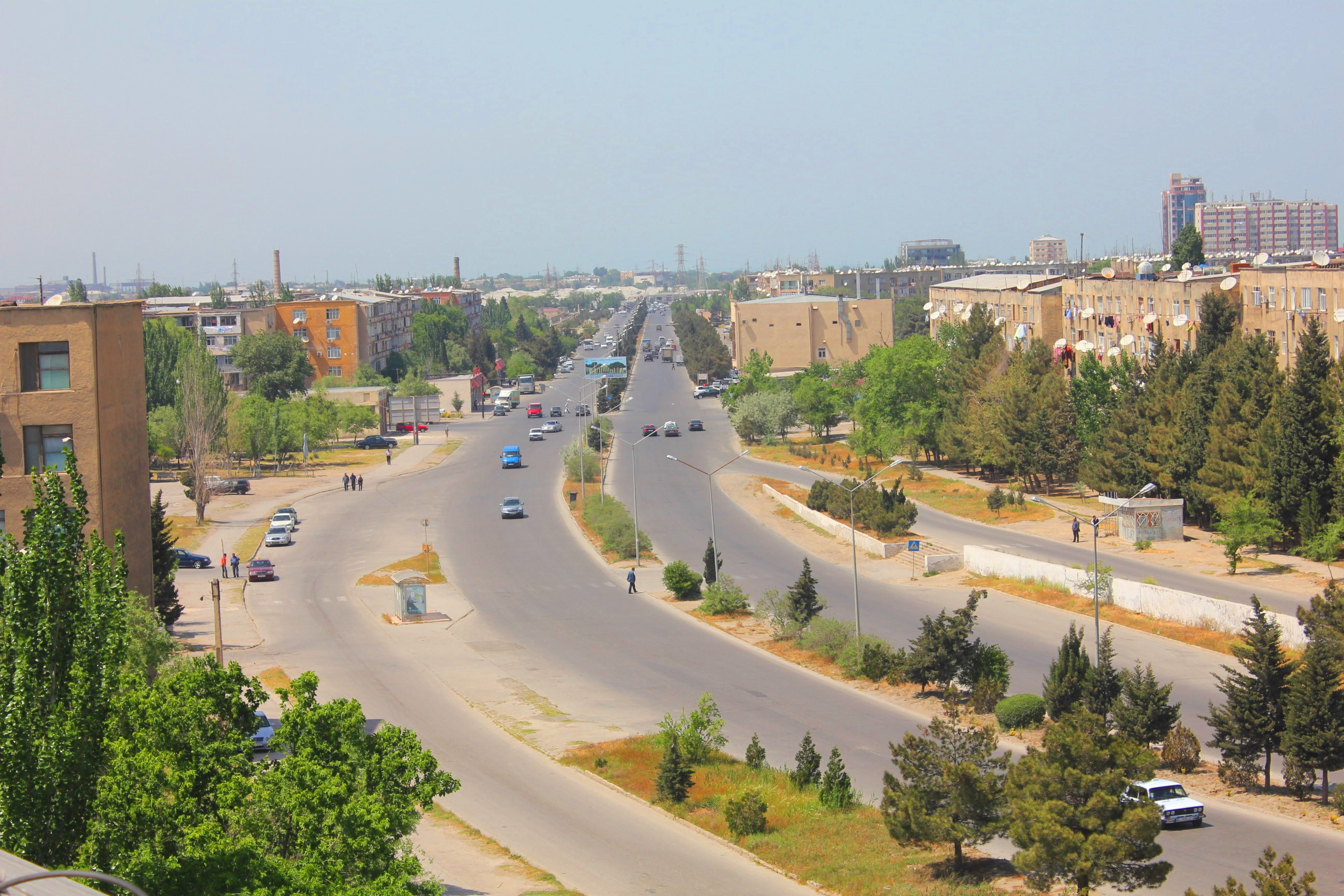
La avenida Koroghlu.

Sumgait tiene un sistema de transporte urbano grande, mayoritariamente dirigido por el Ministerio de Transporte.
La ciudad tenía un sistema de tranvía que funcionó de 1959 a 2003. El trolleybus sistema Ganja, en su momento de mayor expansión, constaba de ocho líneas y existió hasta 2006.
En 2013, el ministerio de Transporte declaró que la ciudad, junto con Ganja y Nakhchivan tendrá una línea de metro nueva dentro del marco del programa de desarrollo del metro en los próximos 20 años.

## Educación
En 2011, Sumgait tenía 49 escuelas, 13 escuelas vocacionales y de música, el Sumgait Instituto turco Privado y un instituto de profesores.

## Residentes notables
Algunos de los muchos residentes prestigiosos de la ciudad son los ajedrecistas Shakhriyar Mamedyarov y Zeinab Mamedyarova, el jugador de balaban Alihan Samedov, los futbolistas Nazim Suleymanov, Kamal Guliyev y Mahir Shukurov, Ilham Zakiyev, bicampeón Mundial y cinco-veces campeón ciego de judo y dos veces medalla de oro en los juegos paralympics, y el karateka Rafael Aghayev.

## Ciudades hermanadas
Sumgait mantiene un hermanamiento de ciudades con:
- Aktau, Mangystau, Kazajistán.
- Bari, Apulia, Italia.
- Ceyhan, Adana, Turquía.
- Cherkasy, Ucrania.
- Génova, Liguria.
- Linz, Alta Austria, Austria.
- Ludwigshafen, Renania-Palatinado, Alemania.
- Mahiliou, Bielorrusia.
- Nevinnomyssk, Cáucaso Norte, Rusia.
- Pitești, Argeș, Rumania.
- Rustavi, Kvemo Kartli, Georgia.
- Zhuzhou, Hunan, República Popular de China.